# Mielle
La Mielle est un cours d'eau qui traverse le département des Pyrénées-Atlantiques.
Elle prend sa source sur la commune d'Asasp-Arros (Pyrénées-Atlantiques) et se jette dans le gave d'Oloron à Oloron-Sainte-Marie.

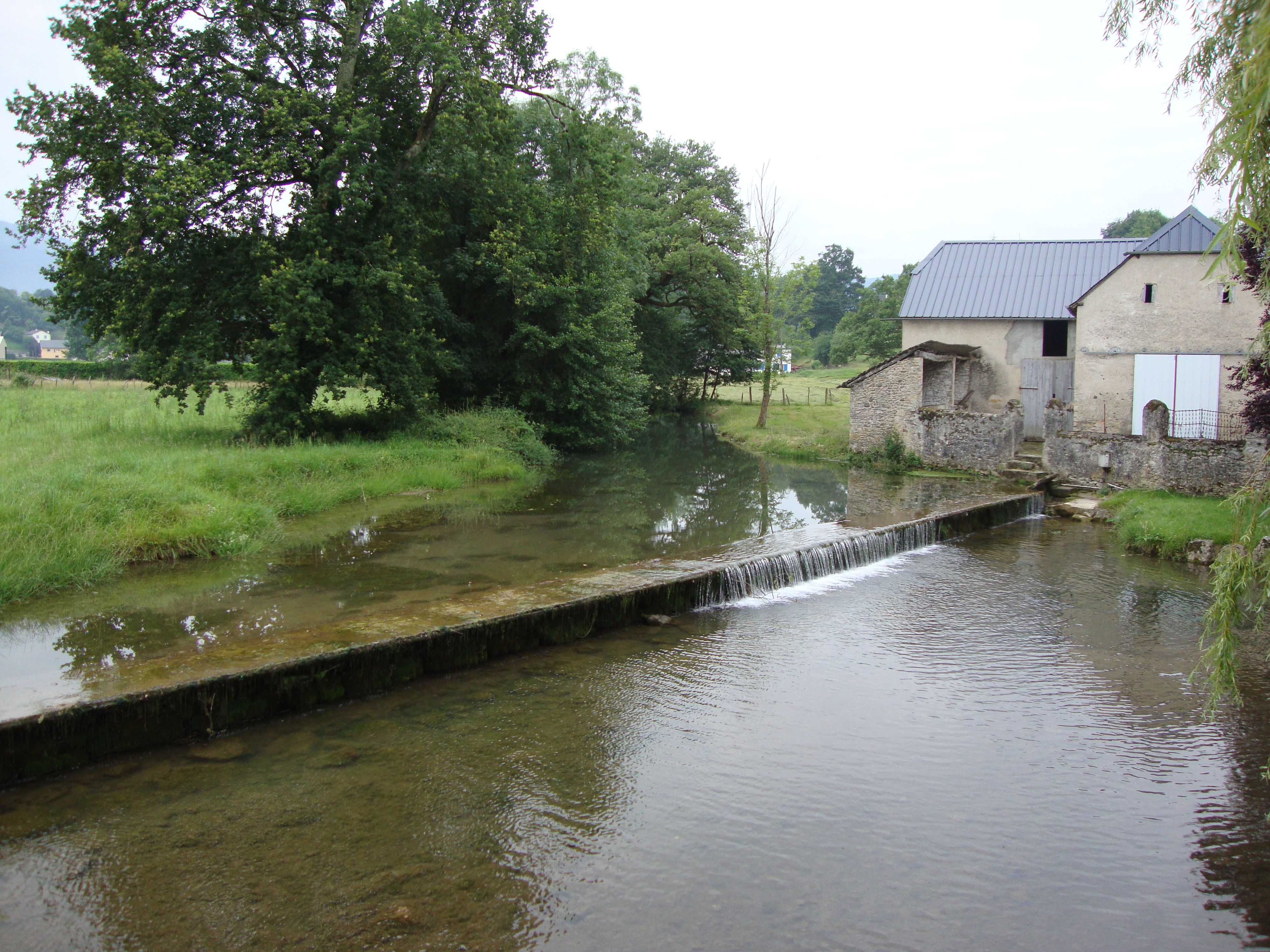
La Mielle à Agnos

## Hydronymie
L'hydronyme Mielle apparaît sous les formes
la Miele (1438, notaires d'Oloron) et
la Meille (1779, dénombrement d'Agnos).

## Affluents
- arrec de Termy
- arrec de Cazaux
- ruisseau de Sarraude

## Département et communes traversés
Pyrénées-Atlantiques :
- Agnos
- Ance
- Aramits
- Asasp-Arros
- Oloron-Sainte-Marie